# Erwin Steinhauer
Erwin Steinhauer, född 19 september 1951 i Wien, är en österrikisk skådespelare.

## Filmografi i urval
- 1985 – August Strindberg: Ett liv (TV-serie)
- 2008 – Nordwand
- 2014 – Das finstere Tal